# Đorđe Petrović (giocatore di football americano)
Đorđe Petrović (...) è un ex giocatore di football americano serbo, che ha giocato nel ruolo di defensive back.
È stato votato MVP difensivo nel 2014 (in CEFL) e nel 2015 (nel campionato serbo).